# Ezop
Ezop (řecky Αἴσωπος, Aisópos) je považován za zakladatele řecké bajky a patří dodnes k nejznámějším bajkařům. Působil v Řecku asi v 6. století př. n. l. Pocházel údajně z Malé Asie, žil v Athénách a na ostrově Samos.
O jeho životě není mnoho známo. Narodil se pravděpodobně jako otrok thráckého nebo fryžského původu. Po propuštění z otroctví hodně cestoval. Procestoval Řecko, Babylonii a Egypt. Některé zdroje uvádějí, že byl po celý život velmi nemocen, jiné, že byl mrzák a fyzicky chorý.
Podle pověsti byl Ezop křivě obžalován ze svatokrádeže a v Delfách odsouzen k smrti. Údajně byl shozen ze skály do propasti.
Své bajky přednášel ústně. Šlo o krátké prozaické příběhy se stručným dějem, v nichž vystupovala ustálená skupina postav, zvláště zvířata a rostliny, které přebírají lidské vlastnosti a stávají se typem, nositelem konkrétního charakteru. Mnohdy se objevují také skuteční lidé a postavy řeckých bohů, častý je dialog, který dává bajkám spád, posiluje dramatičnost a dynamiku příběhů. Bajky obsahují na konci didaktické poučení. Ezopova tvorba se stala postupem času známou po celém světě (např. O silném lvu, O pyšném orlu, O chytré lišce aj.).
Teprve ve 3. století př. n. l. byly Ezopovy bajky písemně zaznamenány a později zpracovány v římském prostředí do veršované podoby (Demétrios z Faléru, autorem latinského, veršovaného textu je Faedrus).
Na Ezopovu tvorbu navázali pozdější bajkaři jako třeba Jean de La Fontaine nebo Ivan Andrejevič Krylov.

## Legenda o propuštění z otroctví

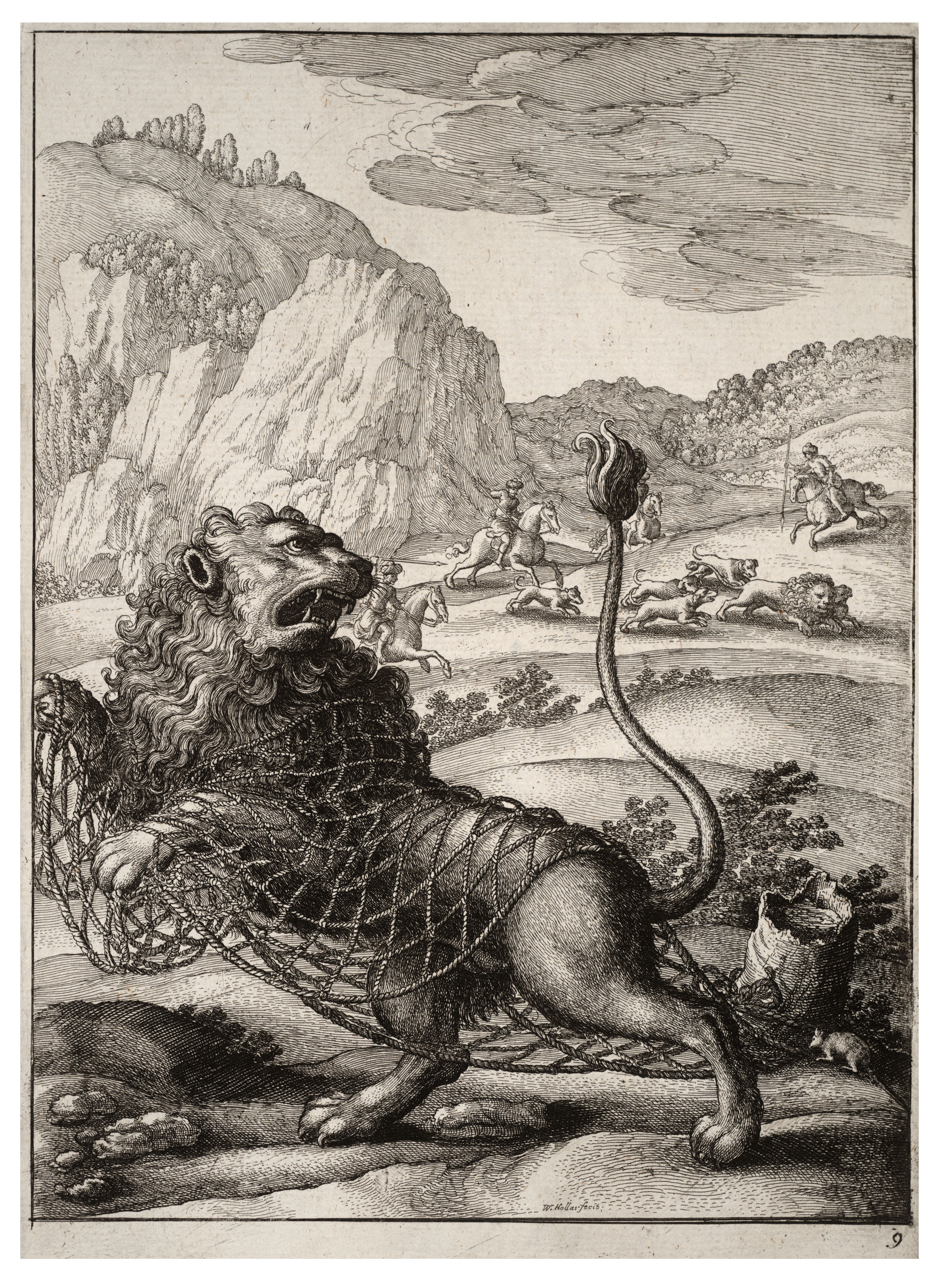
Václav Hollar. ilustrace bajky o lvu a myši

Aesopus moralisatus, 1485

Jedna z nejznámějších legend o životě Ezopa vypráví , jak se Ezopův pán Xanthos vsadil o všechno své bohatství, že vypije moře. Druhého dne, když se probudil, uvědomil si svůj omyl a povolal k sobě Ezopa. Ezop byl prý velmi moudrý, sečtělý a nápaditý člověk. Hned vymyslel, jak svému pánovi pomoci. V určenou dobu oba sešli na mořské pobřeží, kde už čekal dav lidí, zvědavých na to, jak Ezopův pán splní svou část sázky - vypije moře. Ezop před ně předstoupil a řekl, že jeho pán klidně celé moře vypije, ale musí to být skutečně jenom to moře. Všechny řeky i jezera, která stékají do moře, musí nejprve zmizet, jinak nebude jeho pán schopen splnit to, co řekl. A protože nikdo nevěděl, jak nechat zmizet všechny řeky a jezera, ze sázky sešlo a Ezopův pán si mohl ponechat svůj majetek.
Ezop takto pomohl svému pánovi vícekrát. Když lid ostrova Samos prosil Xantha, aby rozluštil znamení věštby, Xanthos si nevěděl rady a chtěl spáchat sebevraždu. Ezop toto znamení vysvětlil místo svého pána, zachránil mu tak život a byl propuštěn na svobodu.

## Ezopovy bajky v češtině
V českém prostředí byly antické bajky známy od středověku, objevují se již ve 14. století v krátké podobě exempel, nebo např. v Prostějovském sborníku z 16. století. Roku 1791 vydal Václav Matěj Kramerius Ezopovy básně, později Václav Rodomil Kramerius překlad pod názvem Obnovený Ezop. V roce 1816 vydal Martin Neureutter Ezopovy bajky pod názvem Ezopowy básně pro mládež : Podle rozličných básnířů sebrané a vypracowané od A. G. Maißnera. Spis do češtiny přeložil Ignác SSießler (Hynek Jan Šiessler). (Maißner měl funkci redaktora a SSießler překladatele do češtiny.)
Z novějších překladů připomínáme překlady Rudolfa Kuthana, které byly vydány pod názvem Ezopovy bajky (Praha: Česká graf. unie, 1941), Ezop (Červený Kostelec: Doležalovo nakl., 1944), Ezopovy bajky (Praha: Mladá fronta, 1975), Svět ezopských bajek (Rudolf Kuthan, Václav Bahník, Jiří Valeš; Praha: Svoboda, 1976) a Pavlem Šrutem převyprávěné a ilustracemi Miloslava Jágra doplněné Ezopovy bajky (Praha: Albatros, 1998). Šrutova práce byla pozitivně hodnocena odbornou obcí, bývá označována jako první vskutku moderní adaptace Ezopa pro dětského čtenáře v českém prostředí. Přebásnění Jiřího Koláře bylo vydáno pod názvem Ezop (Ostrava: Knižní expres, 2000). Dalším převyprávěním je kniha Josefa Lady i s autorovými obrázky (Český Těšín: Albatros, 2002)

## Nejznámější Ezopovy bajky (příklady)
Mezi nejpopulárnější Ezopovy bajky patří:
Havran a liškaLiška ošálí lichocením havrana, který drží v zobáku kus masa (ve známější verzi drží havran sýr)
Lev a myšLev daruje myši život. Ta se mu odmění tím, že přehryže provaz sítě, do které lovci lva chytili.
Sněm zvířatSněm zvířat si zvolil za krále opici, protože se pitvořila a byla zábavná. Liška jí darovala past, do které se hloupá opice chytila. Je lépe nemít krále než mít za krále hlupáka.
Liška a čápLiška pozvala čápa na oběd; nalila mu ale polévku do mělkých talířů, ze kterých se čáp nemohl najíst. Když pozval čáp lišku, dal kaši do džbánu, do kterého zobákem dosáhl, ale liška se najíst nemohla.